# Anthology: Movie Themes 1974-1998
Albums de John Carpenter
Lost Themes II
(2016) Bande originale de Halloween
(2018)
Anthology : Movie Themes 1974-1998 est le troisième album studio de John Carpenter sorti en 2017. Il compile treize thèmes de films composés puis réenregistrés par John Carpenter, son fils Cody et son filleul Daniel Davies.

## Historique
Le cinéaste a sélectionné treize œuvres de sa filmographie pour enregistrer cet album. Seuls les thèmes de Los Angeles 2013, Les Aventures d'un homme invisible (qui ont été composés par Shirley Walker), Le Village des damnés, Ghosts of Mars et The Ward : L'Hôpital de la terreur (composés par Mark Kilian) n'y figurent pas.
Chacune des treize pistes est le thème principal d’un film réalisé par John Carpenter, dont il a composé lui-même la bande originale. Les thèmes de The Thing et Starman, rejoués pour l’occasion par Carpenter et son groupe, ont cependant été écrits à l’origine par Ennio Morricone et Jack Nitzsche.
Pour accompagner la sortie de l'album, Trent Reznor et Atticus Ross dévoilent un remix du thème Halloween.

## Critiques
À sa sortie, Anthology: Movie Themes 1974–1998 reçoit globalement de bonnes critiques.

## Liste des titres
Toute la musique est composée par John Carpenter, sauf exceptions notées.
| 1.    | In the Mouth of Madness |                 | L'Antre de la folie                                       | 5:17 |
| 2.    | Assault on Precinct 13  |                 | Assaut                                                    | 2:55 |
| 3.    | The Fog                 |                 | Fog                                                       | 3:04 |
| 4.    | Prince of Darkness      |                 | Prince des ténèbres                                       | 3:12 |
| 5.    | Santiago                |                 | Vampires                                                  | 2:42 |
| 6.    | Escape from New York    |                 | New York 1997                                             | 3:32 |
| 7.    | Halloween               |                 | La Nuit des masques                                       | 2:57 |
| 8.    | Porkchop Express        |                 | Les Aventures de Jack Burton dans les griffes du Mandarin | 3:50 |
| 9.    | They Live               |                 | Invasion Los Angeles                                      | 3:06 |
| 10.   | The Thing               | Ennio Morricone | The Thing                                                 | 4:28 |
| 11.   | Starman                 | Jack Nitzsche   | Starman                                                   | 2:34 |
| 12.   | Dark Star               |                 | Dark Star                                                 | 1:26 |
| 13.   | Christine               |                 | Christine                                                 | 4:15 |
| 42:26 |                         |                 |                                                           |      |

| 14. | March of the Children | Carpenter, Dave Davies | Le Village des damnés           |  |
| 15. | Body Bags             |                        | Petits cauchemars avant la nuit |  |

## Crédits
- John Carpenter : composition, interprétation, enregistrement
- Cody Carpenter : interprétation, enregistrement
- Daniel Davies : interprétation, enregistrement

Équipe additionnelle
- Sur In the Mouth of Madness :
  - John Spiker : enregistrement  et guitare basse
  - John Konesky : guitare électrique
  - Scott Seiver : batterie
- Ben Lee : harmonica sur They Live
- Jay Shaw : design